# Harold Huth
Harold Huth 20 de enero de 1892 – 26 de octubre de 1967) fue un actor, director y productor cinematográfico de nacionalidad británica.

## Biografía
Nacido en Huddersfield, Inglaterra, debutó en la pantalla como actor en el film de 1927 One of the Best, encarnando al año siguiente al Capitán Louis Nolan en Balaclava, cinta sobre la Carga de la Brigada ligera.
Huth dirigió su primera película en 1939, Hell's Cargo, dedicándose a partir del año siguiente también a la producción. Continuó otros veinte años dirigiendo, produciendo, y actuando esporádicamente,  retirándose en 1961.
Harold Huth falleció en 1967 en Londres, Inglaterra. Era sobrino de Eva Moore y primo del actor Roland Pertwee.

## Selección de su filmografía

### Actor
- One of the Best (1927)
- Sir or Madam (1928)
- Balaclava (1928)
- A South Sea Bubble (1928)
- The Triumph of the Scarlet Pimpernel (1928)
- The Silver King (1929)
- Downstream (1929)
- City of Play (1929)
- Leave It to Me (1930)
- An Obvious Situation (1930)
- Bracelets (1931)
- Guilt (1931)
- A Honeymoon Adventure (1931)
- Down River (1931)
- The Outsider (1931)
- The Flying Squad (1932)
- Rome Express (1932)
- Sally Bishop (1932)
- The First Mrs. Fraser (1932)
- Aren't We All? (1932)
- The World, the Flesh, the Devil (1932)
- Discord (1933)
- My Lucky Star (1933)
- The Ghoul (1933)
- The Camels are Coming (1934)
- Take My Tip (1937)
- This Was Paris (1942)
- Blackmailed (1951)
- Sing Along with Me (1952)

### Director
- Hell's Cargo (1939)
- Bulldog Sees It Through (1940)
- East of Piccadilly (1941)
- Breach of Promise (1942)
- They Were Sisters (1945)
- Night Beat (1947)
- My Sister and I (1948)
- Look Before You Love (1948)
- The Hostage (1956)

### Productor
- Busman's Honeymoon (1940)
- 'Pimpernel' Smith (1941)
- The Adventures of Tartu (1943)
- Love Story (1944)
- They Were Sisters (1945)
- Caravan (1946)
- The Root of All Evil (1947)
- The White Unicorn (1947)
- Night Beat (1947)
- My Sister and I (1948)
- Look Before You Love (1948)
- Blackmailed (1951)
- Police Dog (1955)
- The Man Inside (1958)
- Idol on Parade (1959)
- The Bandit of Zhobe (1959)
- Jazz Boat (1960)
- The Trials of Oscar Wilde (1960)
- In the Nick (1960)
- The Hellions (1961)

### Guionista
- Madame Guillotine (1931)
- The Hellions (1961)